# Palata Peterhof
Palata Peterhof (rus. Петергоф, emulacija ranomodernog holandskog „Piterhof“, što znači „Petrov dvor“), serija je palata i vrtova smeštenih u Petergofu, Sankt Peterburg, Rusija, koje je Petar Veliki naručio kao direktan odgovor na Palatu Versaj francuskog kralja Luja XIV. Prvobitno je 1709. godine Petrova namera bila da koristi taj objekat kao seoski letnjikovac. Odluka da proširi imanje je bila rezultat posete francuskom kraljevskom dvoru 1717. godine, što je inspirisalo nadimak „Ruski Versaj“. Arhitekta između 1714. i 1728. godine bio je Domeniko Trezini, i stil koji je primenio postao je osnova petrovog baroknog stila koji je bio omiljen širom Sankt Peterburga. Takođe 1714. godine Žan-Baptista Aleksandre Le Blond, verovatno izabran zbog svoje prethodne saradnje sa Versajskim pejzažistom Andre le Notrom, dizajnirao je vrtove. Frančesko Bartolomeo Rastreli završio je proširenje za Elizabetu I Petrovnu od 1747. do 1756. godine. Palatski kompleks, zajedno sa centrom grada, prepoznat je kao lokacija Uneskove svetske baštine.

## Konstrukcija
Kraj Velikog severnog rata rezultirao je Nistadskim ugovorom 1721. godine, prepustivši veći deo potraživanja Švedskog carstva na Baltičko more rastućem Carstvu Rusije. Petar Veliki je već započeo izgradnju svoje nove prestonice Sankt Peterburga 1703. godine nakon uspešnog zauzimanja švedskih provincija na istočnoj obali. Ova strateška lokacija omogućila je ruski pristup Baltičkom moru kroz reku Nevu koja je tekla do Finskog zaliva. Ostrvo Kotlin i njegova tvrđava Kronštat severoistočno od Sankt Peterburga pružali su ulaz i komercijalnu luku zbog plitkosti vode bliže gradu.
Tokom ranog 18. veka, Petar Veliki je izgradio i proširio kompleks palate Peterhof kao deo svog cilja da modernizuje i pozapadnjači Rusiju.

### Monplezir palata (1714–1723)
Godine 1714, Peter je započeo izgradnju palate Monplezir (francuski: „moje zadovoljstvo“) na bazi vlastitih skica. On je „iscrtao ne samo lokaciju, već i unutrašnji izgled, neke elemente ukrasne završne obrade itd“. Zasnovana u holandskom stilu, ona je bilo Petrovo letnje odmaralište (koje ne treba mešati sa njegovom Letnjom palatom) koje je koristito na putu dolazeći i odlazeći iz Evrope kroz luku u Kronštatu. Na zidovima ove primorske palate okačene su stotine slika koje je Petar doneo iz Evrope i dozvolio da stare izložene ruskoj zimi i primorskoj vlazi bez toplote. U uglu naspram mora svoje palate Monplezir, Petar je napravio svoju pripomorsku radnu sobu, odakle je mogao da vidi ostrvo Kronštat levo i Sankt Peterburg desno. Kasnije je proširio svoje planove da uključi i veću palatu kraljevskog dvorca i vrtove dalje u unutrašnjosti, po uzoru na Versaj, što će postati Palata Peterhof. Početni dizajn palate i njene bašte uradio je francuski arhitekta Žan-Baptista Le Blond.

### Velika kaskada i Samsonova fontana
Velika kaskada je napravljena po uzoru na onu konstruisanu za Luja  u njegovom dvorcu Marli, koji se takođe ovekovečen u jednoj od pomoćnih zgrada parka.
U središtu kaskade nalazi se veštačka pećina sa dve sprata, obložena unutra i spolja tesanim smeđim kamenom. Trenutno sadrži skromni muzej istorije fontane. Jedan od eksponata je sto sa posudom (veštačkog) voća, replika sličnog stola izgrađenog pod Petrovom upravom. Sto je opremljen vodenim mlaznicama koji isprskaju posetioce kada posegnu za voćem, što je karakteristika manirističkih vrtova koja je ostala popularna u Nemačkoj. Pećina je povezana sa palatom iznad i iza skrivenim hodnikom.
Fontane Velike kaskade nalaze se ispod pećine i sa obe njene strane. Postoje 64 fontane. Njihove vode se ulivaju u polukružni bazen, kraj morskog kanala duž koga su fontane. U ovom bazenu je 1730-ih bila postavljena velika Samsonova fontana. Ona prikazuje trenutak kada Samson lavu razdere čeljusti, predstavljajući pobedu Rusije nad Švedskom u Velikom severnom ratu, i dvostruko je simbolična. Lav je element švedskog grba, i jedna od velikih pobeda u ratu izvojevana je na Dan Svetog Sampsona. Iz lavljih usta izbja 20 m (66 ft) visok vertikalni mlaz vode, najviši u čitavom Peterhofu. Ovo remek-delo Mihajla Kozlovskog opljačkali su Nemački napadači tokom Drugog svetskog rata; pogledajte Istoriju ispod. Replika statue postavljena je 1947. godine.

## Istorija

### 1705–1755
Početkom 1700-ih, originalni Peterhof izgledao je sasvim drugačije od današnjeg. Mnoge fontane još nisu bile postavljene, a čitav Aleksandrinski park i Gornji vrtovi nisu postojali. Ono što su danas Gornji vrtovi koristilo se za uzgajanje povrća i za ribnjake, kojih je tada bilo samo tri. Česma Samson i njen masivni pijedestal još nisu bili postavljeni u Morski kanal, a sam kanal je korišćen kao veliki morski ulaz u kompleks.
Možda najvažnija promena koja je uvećala Petrov dizajn bila je uzdizanje Velike palate do centralnog statusa i prominentnosti. Velika palata se prvobitno zvala jednostavno „Gornja“ i bila je jedva veća od bilo koje druge strukture kompleksa. Dodavanje krila, preduzeto između 1745. i 1755. godine, bio je jedan od mnogih projekata koje je od italijanskog arhitekte Bartolomea Rastrelija naručila Jelisaveta I Petrovna. Slično tome, Velika Kaskada je bila oskudnije ukrašena kada je prvobitno izgrađena. Povećavanje originalnih Peterhofovih fontana i dodavanje novih nastavilo se i tokom 19. veka.

### 1941–Modern Day
Peterhof su, poput Carskog sela, zauzele nemačke trupe 1941. godine i držale do 1944. U nekoliko meseci koji su protekli između nemačke invazije na Sovjetski Savez i pojave nemačke vojske, zaposleni su uspeli da spasu samo deo blaga palata i fontana. Pokušano je da se demontiraju i sahrane fontanske skulpture, ali tri četvrtine, uključujući sve najveće, ostale su na svom mestu.
Nemačke trupe su 23. septembra 1941. zauzele Peterhof. Dve nedelje kasnije, 5. oktobra 1941. godine, sovjetske trupe pokušale su da zauzmu grad i blokiraju autoput pomorskim desantom. Grupa od 510 marinaca Sovjetske baltičke flote iskrcalo je na plažu susednog Aleksandrijskog parka, ali su se suočili sa jakom vatrom Nemaca. Komandant operacije je poginuo, sve desantne trupe postale su neorganizovane, jedno desantno plovilo je potopljeno, a drugo promašeno. Uprkos sovjetskih pokušaja da pokriju desantne snage dejstvom obalske artiljerije iz Kronštata, one su brzo suspendovane zbog nedostatka veze sa desantnim trupama. Pokušaji evakuacije takođe nisu uspeli zbog jakog granatiranja nemačke artiljerije (iz vode je spašen samo jedan marinac). Operacija iskrcavanja Peterhof nije uspela i sve desantne trupe su odsečene od obale i opkoljene. Neki od njih stigli su do Donjih vrtova i borili se do gorkog kraja, uključujući borbu prsa u prsa. Poslednji džepovi otpora uništeni su 7. oktobra. Nekoliko desetina pasa nemačkih ovčara pušteno je u bašte kako bi pronašli skrivene marince. Mnogi ranjeni marinci izgriženi su do smrti, a nekoliko je zarobljeno. Godine 1980, u blizini pristaništa Donjih vrtova postavljeno je spomen obeležje.
Okupatorske snage nemačke vojske u velikoj meri su uništile Peterhof. Mnoge fontane su uništene, a palata je delimično minirana i ostavljena da gori. Restauratorski radovi započeli su gotovo odmah po okončanju rata i traju do danas. Donji park je ponovo otvoren za javnost 1945. godine.

## Galerija
- Posejdon i palata crkvene kupole
- Vertikalni mlaz vode 20 metara visok iz lavovih usta Samsonove fontane
- Crkva Velike palate
- Gornji vrtovi Peterhofa
- Pogled na Veliku kaskadu
- Ermitažni paviljon u Donjim baštama
- Velika prestonička prostorija
- Ptičnjački paviljon
- Olgin paviljon
- Caričin paviljon

## Literatura
- King, Greg (2006). The Court of the Last Tsar. Hoboken: John Wiley & Sons. ISBN 978-0-471-72763-7.
- Vernova, N (2004). Peterhof: The Fountains. St. Petersburg: Abris.
- Vernova, N (2004). Peterhof: The Grand Palace. St. Petersburg: Abris.

## Spoljašnje veze
- Zvanični veb-sajt dostupno na ruskom i engleskom.

59° 53′ N 29° 54′ E / 59.883° С; 29.900° И